# أنقولية أوخوتسكية
أنقولية أوخوتسكية (الاسم العلمي: Aquilegia ochotensis) هي نوع من النباتات تتبع جنس الأنقولية من الفصيلة الحوذانية.